# جاده ۲۱ (ایران)
جاده ۲۱، جاده‌ای در غرب و شمال غرب ایران با امتداد شمالی-جنوبی است. این جاده مراکز استان‌های غرب ایران را به هم متصل می‌کند و به مرز جمهوری آذربایجان ختم می‌شود.